# Abraham-Gottlob-Werner-Medaille
Die Abraham-Gottlob-Werner-Medaille der DMG war die höchste Auszeichnung der Deutschen Mineralogischen Gesellschaft (DMG). Es gab sie in den Stufen Gold und Silber. Mit der jährlich verliehenen Medaille in Silber wurden Einzelpersonen geehrt, die herausragende wissenschaftliche Leistungen erbracht haben. Die unregelmäßig verliehene Medaille in Gold wurde an Personen vergeben, die sich große Verdienste um die Förderung der Mineralogie erworben haben. Die Medaille wurde 1950 gestiftet und 1951 erstmals vergeben. Sie ist benannt nach Abraham Gottlob Werner, einem der Begründer der Geologie und Mineralogie.
Die Abraham-Gottlob-Werner-Medaille in Gold wurde 2022 durch die Doris-Schachner-Medaille (nach Doris Schachner, 1904–1988, erste Professorin für Mineralogie in Deutschland) ersetzt.
Die gleichnamige Abraham-Gottlob-Werner-Medaille und die Abraham-Gottlob-Werner-Ehrennadel der DGG wurden von 1979 bis 2011 durch die Deutsche Geologische Gesellschaft (damals Gesellschaft für Geologische Wissenschaften der DDR) für herausragende Leistungen in geowissenschaftlichen Teildisziplinen oder für die DGG verliehen.

## Abraham-Gottlob-Werner-Medaille der DMG

### Aussehen
Die Abraham-Gottlob-Werner-Medaille trägt auf der Vorderseite Porträt, Namen und Lebensdaten von Abraham Gottlob Werner und auf ihrer Rückseite eine stilisierte Darstellung von Basaltsäulen sowie die Umschrift BENE MERENTIUM PRAEMIUM und „Deutsche Mineralogische Gesellschaft“. Die Medaille wird in Gold oder Silber geprägt und hat einen Durchmesser von 40 mm. Der Name des Inhabers und das Jahr der Verleihung werden auf dem Außenrand eingraviert.
In den ersten Jahren erfolgte nur die Verleihung einer Medaille in Gold, die auf der Vorderseite ein Abbild Werners und auf der Rückseite den Namen des Geehrten aufwies. Deshalb erfolgte die Vergabe erst nachträglich.

### Preisträger
- 2024: Kaj Hoernle (Kiel)
- 2023: Thomas Oberthür (Hannover)
- 2022 Gold: Andreas Nägele, Schweizerbart’sche Verlagsbuchhandlung
- 2022 Silber: Hans Keppler (Bayreuth)
- 2021 Silber: Gerhard Wörner (Göttingen)
- 2020 Gold: Ekkehart Tillmanns (Wien) für sein Lebenswerk
- 2019 Silber: Donald Bruce Dingwell (München) für seine wissenschaftlichen Leistungen in Vulkanologie und magmatischer Petrologie
- 2018 Silber: Ulrich Bismayer (Hamburg) für seine wegweisenden Arbeiten auf dem Gebiet der Hard-mode-Raman-Spektroskopie
- 2017 Silber: Joseph R. Smyth (Boulder, Colorado) für grundlegende Forschungsarbeiten über die Rolle von Wasser in nominell wasserfreien Mineralen und den globalen Wasserkreislauf
- 2016 Silber: Gerhard Brey (Frankfurt) in Würdigung seiner herausragenden Leistungen und Verdienste in den mineralogischen Wissenschaften
- 2015 Silber: Albrecht W. Hofmann (New York) für seine richtungsweisenden Forschungsarbeiten auf dem Gebiet der Geochemie und Entwicklung des Erdmantels
- 2014 Silber: Klaus Keil (Honolulu) für seine Forschungsarbeiten über die Mineralogie und Geochemie extraterrestrischen Materials
- 2013 Gold: Heidi Höfer (Frankfurt) für ihre langjährige ehrenamtliche Arbeit als Pressesprecherin der DMG
- 2013 Silber: François Holtz (Hannover) für seine Arbeiten auf dem Gebiet der experimentellen Petrologie
- 2012 Silber: Bernhard J. Wood (Oxford) für seine Arbeiten auf dem Gebiet der experimentellen und theoretischen Petrologie, Geochemie und Mineralogie sowie der thermodynamischen Eigenschaften von Mineralen und Fluiden
- 2011 Silber: Herbert Palme (Köln)
- 2010 Silber: Hans-Rudolf Wenk (Berkeley) für mineralogische Forschungsarbeiten zur Gesteinsdeformation und der Defektanalyse von Mineralen
- 2009 Silber: Andrew Putnis (Münster) für Forschungsarbeiten auf dem Gebiet der Phasenumwandlungen und der Mineral-Fluid-Wechselwirkungen
- 2008 Silber: Martin Okrusch (Würzburg) für Forschungen auf dem Gebiet der regionalen Petrographie
- 2008 Silber: David C. Rubie (Bayreuth) für Forschungen zur Kinetik metamorpher Reaktionen und zum Zusammenhang zwischen Rheologie und Transformationsplastizität
- 2007 Silber: Herbert Kroll (Münster) für Forschungen zum Verständnis der Mischkristallbildung, Metrik, Struktur, Thermodynamik, zur Synthese und zum Ordnung/Unordnungsverhalten von Modellmineralen
- 2006 Silber: Jochen Hoefs (Göttingen) für Arbeiten zum Verständnis der Isotopengeochemie der Elemente Wasserstoff, Lithium, Kohlenstoff, Sauerstoff und Schwefel
- 2005 nicht verliehen
- 2004 Silber: Friedrich Seifert (Bayreuth) für Arbeiten zur experimentellen und theoretischen Petrologie und der Spektroskopie von Mineralien und Silikatschmelzen
- 2003 Silber: Ahmed El Goresy (Mainz) für Mineralogie extraterrestrischer Gesteine
- 2002 Silber: Volkmar Trommsdorff (Zürich) für Petrologie magmatischer Gesteine, insbesondere der Alpen
- 1999 Gold: Hans-Dietrich Maronde (Bonn) für Verdienste um die Förderung der mineralogischen Wissenschaften als Fachreferent der DFG
- 1999 Silber: Heinrich Wänke (Mainz) für Leistungen in Geochemie und Kosmochemie
- 1998 Silber: David Headley Green (Canberra) für Leistungen in der Petrologie
- 1997 Silber: Theo Hahn (Aachen) für seine Leistungen in der Kristallographie
- 1996 Silber: Karl Hans Wedepohl (Göttingen) für seine Arbeiten auf dem Gebiet der Geochemie und zugleich für seine Verdienste um die Förderung der mineralogischen Wissenschaft
- 1995 Gold: Günther Friedrich (Aachen) für die Förderung der mineralogischen Wissenschaft sowie seine wissenschaftlichen Arbeiten auf den Gebieten der Mineralogie und der Lagerstättenlehre
- 1994 Silber: Ekhard Salje (Cambridge) für seine Leistungen auf dem Gebiet der Kristallographie und Mineralogie
- 1993 Silber: Zdeněk Johan (Orléans) für seine Leistungen auf dem Gebiet der mineralogisch orientierten Lagerstättenforschung
- 1991 Silber: Werner Schreyer (Bochum) für seine Leistungen auf dem Gebiet der experimentellen Mineralogie und Petrologie und die Anwendung der Ergebnisse auf die natürlichen Gesteine
- 1990 Silber: Friedrich Liebau (Kiel) für seine Leistungen auf dem Gebiet der Mineralogie
- 1987 Silber: Peter John Wyllie (Pasadena) für seine Leistungen auf dem Gebiet der experimentellen und theoretischen Petrologie
- 1986 Silber: Pieter Maarten de Wolff (1919–1998)
- 1985 Silber: Edwin Woods Roedder (1919–2006) für seine Forschungen zu Flüssigkeitseinschlüssen in Mineralen
- 1984 Silber: Josef Zemann (Wien)
- 1984 Silber: Albert Streckeisen (Bern) für seine Erfolge zur Systematik der magmatischen Gesteine
- 1983 Silber: André Guinier (Paris) für seine Arbeiten auf dem Gebiet der theoretischen und experimentellen Untersuchungsmethoden der diffusen Streuung von Röntgenstrahlen
- 1983 Karl Jasmund
- 1981 Silber: Heinz Jagodzinski (München)
- 1980 Silber: Wolf von Engelhardt
- 1977 Gold: Franz K. Goerlich
- 1977 Silber: Helmut G. F. Winkler
- 1976 Silber: Karl Richard Mehnert für die petrographische und geochemische Erforschung der das tiefere Grundgebirge aufbauenden Gesteine
- 1973 Hatten S. Yoder[6]
- 1971 Silber: Fritz Laves (Zürich) für seine Arbeiten auf dem Gebiet der Strukturen von metallischen Verbindungen und Feldspäten
- 1970 Eduard Wenk[7]
- 1966 Gold: Erich Schott (Mainz) für seine Verdienste um Glasforschung und Technologie, seiner Bemühungen um Pflege und Förderung der Naturwissenschaften und seiner Tätigkeit als Mittler zwischen Wissenschaft und Technik
- 1964 Bruno Sander
- 1961 Alfred Lange
- 1953 R. Hennecke, Direktor, für seine Verdienste um die Entwicklung des ostbayerischen Bergbaus und die DMG
- 1952 Erich Enzmann, Generaldirektor Maxhütte, für seine Verdienste um die Entwicklung des ostbayerischen Bergbaus
- 1951 Wilhelm de la Sauce[8]
- 1951 Reinhard Wüster (1892–1954)

## Abraham-Gottlob-Werner-Medaille der DGG
Von 1979 bis 2011 erfolgte die Vergabe einer Abraham-Gottlob-Werner-Medaille durch die Deutsche Geologische Gesellschaft (damals Gesellschaft für Geologische Wissenschaften der DDR) zur Würdigung von herausragenden Leistungen in geowissenschaftlichen Teildisziplinen oder für die DGG. Diese verlieh auch eine Abraham-Gottlob-Werner-Ehrennadel.

### Preisträger
- 2011: Rüdiger Schulz (Hannover)
- 2009: Randolf Rausch
- 2008: Ilse Seibold
- 2007: Andreas Küppers (Potsdam)
- 2006: Wilhelm Struckmeier (Hannover)
- 2005: Heinz-Gerd Röhling (Hannover)
- 2005: Manuel Lapp (Freiberg)
- 2005: Friedrich-Wilhelm Wellmer
- 2004: Manfred Kupetz (Cottbus)
- 2004: Hans-Ulrich Wetzel (Potsdam)
- 2003: Jürgen Kopp (Kleinmachnow)
- 2003: Axel Müller (London)
- 2003: ERCOSPLAN (Erfurt)
- 2002: Hans-Jürgen Weyer
- 2002: Lutz Koch (Ennepetal)
- 2002: Ottomar Krentz (Freiberg)
- 2002: Mojmir Opletal (Prag)
- 2002: Wieslaw Kozdroi (Wrocław)
- 2001: Manfred Krauß (Stralsund)
- 2001: Stanislav Lorenc (Poznań)
- 2001: Joachim Rascher (Freiberg)
- 2001: Klaus Weber (Göttingen)
- 1999: Hermann Brause (Freiberg)
- 1999: Bernt Schröder (Bochum)
- 1999: Johannes Schroeder (Berlin)
- 1979: Peter Bankwitz (Berlin)
- 1979: Max Schwab (Halle)
- 1979: Otfried Wagenbreth (Freiberg)